# Abū Ja'far al-Khāzin
Abu Jafar Muhammad ibn Hasan Khazini (900-971), também chamado de Al-Khazin, foi um astrônomo e matemático iraniano. 
Al-Khazin foi um dos cientistas levado à corte de Rey, no Irã, pelo líder da dinastia Buída, Adhad ad-Dowleh, que governou de 949 a 983 A.C. Em 959-960 Khazini foi convocado pelo vizir de Rey, que foi nomeado pelo ad-Dowleh, para medir a obliquidade da eclíptica.
Um dos trabalhos de Al-Khazin, Zij al-Safa'ih ("Tabelas de discos do astrolábio"), foi descrito por seus sucessores como o melhor trabalho no campo e eles fizeram várias referências a ele. O trabalho descreveu alguns instrumentos de astronomia, em particular um astrolábio equipado com placas marcadas com tabelas e um comentário sobre como as ler. Uma cópia deste instrumento foi feita, mas ela desapareceu na Alemanha na época da II Guerra Mundial. 
Al-Khazin também escreveu um comentário sobre o Almagesto de Ptolomeu, em que ele dá dezenove proposições relativas às declarações de Ptolomeu. Ele propôs um modelo solar diferente do de Ptolomeu.